# مسجد عاشورا خانه
مسجد عاشورا خانه مربوط به دوره صفوی است و در نهبندان، خیابان قائم واقع شده و این اثر در تاریخ ۵ آذر ۱۳۸۰ با شمارهٔ ثبت ۴۴۸۸ به‌عنوان یکی از آثار ملی ایران به ثبت رسیده است.